# O zi din viața lui Ionescu
O zi din viața lui Ionescu este un film românesc din 2010 regizat de Mihai Șurubaru.